# 微声
微声（英語：Microsound）指所有在音乐的时间尺度上比音符短，但仍能被采样为音频的声音。 具体而言，微声应短于1/10秒，长于10毫秒。并且它可以处于人耳可听见的频率范围（20Hz至20kHz之间），亦可处于次声波频率范围（低于20Hz）。

## 微声音乐
科技的进步使人们能够精确地探测和掌控这些声音，将传统音乐中的要素——时长和音高，拆解为一种更流质化、更可塑的媒介。随着粒子合并，密度的增加，点成为脉冲（点的重复），成为线（音调），再显现为肌理（音色）。声音粒子结合、扩散，变异为无数可能的声音。
作曲家们从20世纪50年代开始就在计算机音乐中使用微声理论进行创作，著名的作曲家包括卡尔海因茨·施托克豪森和（Karlheinz Stockhausen）伊阿尼斯·泽纳基斯（Iannis Xenakis）。如今，随着人们对计算机和电子音乐的兴趣越来越浓厚，许多年轻的作曲家和软件合成开发人员依然在不断探索微声的优势。